# LEGO Education
LEGO Education wurde 1980 als Abteilung innerhalb der LEGO-Gruppe gegründet und vertreibt heute Lernmaterialien für Krippen und Kindergärten, sowie didaktische Lernkonzepte für Grundschulen und weiterführende Schulen. Dabei soll durch spielerisches Lernen und lernen am Modell das Interesse der Kinder und Jugendlichen für Mathematik, Informatik, Naturwissenschaften und Technik geweckt werden.

## Geschichte

### Vorgeschichte
Nachdem LEGO in den späten 1940er Jahren erste Bausteine für Vor- und Grundschulen eingeführt hatte, erweiterte das Unternehmen sein Angebot schrittweise in den 1960er Jahren. Dies folgte positiven Rückmeldungen von Lehrern in Europa, dem Vereinigten Königreich und den Vereinigten Staaten, die in den 1960er Jahren damit begonnen hatten, die Bausteine im Unterricht einzusetzen. Im Jahr 1967 veröffentlichte Samsonite (LEGOs Lizenznehmer für den nordamerikanischen Markt) eine Broschüre mit lobenden Erfahrungsberichten, in denen auch Stimmen von Kindern und Erwachsenen aus dem Bildungsbereich vorkamen. Trotz dieser frühen Erfahrungen und der Produktion von Material speziell für den Bildungsbereich schaffte LEGO es in seiner frühen Phase nicht, den Bildungsmarkt in der Breite erfolgreich zu erreichen, wie es dem Unternehmen bei privaten Verbrauchern gelang.

### Gründung und Entwicklung der Bildungsabteilung (LEGO Institutional Department)
In den 1980er Jahren gründete das Unternehmen dann eine Abteilung zur Entwicklung von Produkten für institutionelle Abnehmer wie Schulen, das LEGO Institutional Department. Hier sollte sich auf den Markt der Bildungseinrichtungen konzentriert werden. LEGO rekrutierte dazu auch den ehemaligen Verkäufer und Kindergärtner Christian Majgaard, der die Abteilung zu Beginn leitete. Die Abteilung führte im Januar 1981 zunächst sieben neue LEGO Sets für den Bildungsbereich ein. Drei waren Ableger des LEGOLAND Town-Themas, während die restlichen vier Duplo waren. Die Sets enthielten Aktivitätskarten mit Ideen für Schüler, die in den kommenden Jahren zu einem festen Bestandteil der Bildungsprodukte von LEGO werden sollten. Später im Jahr fügte LEGO eine Duplo-Grundplatte und Überarbeitungen von vier Basissets hinzu.

### Jüngere Geschichte
1989 änderte die Abteilung ihren Namen in LEGO DACTA und später, im Jahr 2002, in LEGO Educational Division, bevor sie sich 2006 für den heute verwendeten Namen LEGO Education entschied.

## Unternehmen

Das heutige Logo von LEGO Education, das aus dem in den 1980er Jahren gegründeten LEGO Institutional Department hervorging.

LEGO Education ist ein Tochterunternehmen der LEGO A/S (auch LEGO Group). Nach Angaben des Unternehmens beschäftigt LEGO Education aktuell rund 180 Mitarbeiter in Büros an mehreren Standorten weltweit. Der Hauptsitz ist, wie der Sitz der LEGO-Gruppe, im dänischen Billund.

## Zielgruppen und Konzepte
Das Lernkonzept LEGO Education setzt auf praxisorientierte Teamarbeit, bei denen die Kinder und Jugendlichen reale Problemstellungen aus dem Alltag lösen sollen. Dabei verwenden sie Bausätze mit verschiedenen LEGO-Elementen, eine Software zum Programmieren der Modelle, sowie weitere digitale Unterrichtsmaterialien. Für unterschiedliche Zielgruppen existieren speziell abgestimmte Lernmaterialien. Durch den spielerischen Zugang sollen Mechanismen und Zusammenhänge schneller und nachhaltiger erfasst werden, sowie das Selbstvertrauen gefördert werden.
Während Kinder in Kinderkrippen und Kindergärten (2 bis 5 Jahre) einfache Wenn-dann-Logiken kennen lernen können, orientieren sich die Lernkonzepte für die Grundschule an einfachen Grundlagen des Programmierens und mechanischer Prinzipien wie Zahnrädern und Hebeln.
Fortgeschrittenere Konzepte für weiterführende Schulen sind für den naturwissenschaftlichen Regelunterricht in der 5. bis 8. Klasse entwickelt. Schüler können motorisierte Modelle bauen und in der Programmiersprache Scratch programmieren, die mit ihrer Umwelt interagieren und geeignet sind, um komplexere Problemstellungen zu lösen. 
Mit dem Robotik-System Lego Mindstorms, bzw. für den Bildungsbereich Lego Spike Prime, können Schüler der Oberstufe komplexe Modelle mit Sensoren und Motoren bauen und diese in unterschiedlichen Programmiersprachen programmieren.

## Wettbewerbe
Es existieren mehrere internationale Wettbewerbe, die auf LEGO Education basieren.
Die FIRST LEGO League (FLL) ist ein weltweites Förderprogramm für Kinder und Jugendliche im Alter zwischen 10 und 16 Jahren. Höhepunkt der FFL sind Wettbewerbe, bei denen selbstgebaute LEGO MINDSTORMS-Roboter auf einem Spielfeld verschiedene Aufgaben lösen müssen. Die Wettbewerbe werden auf lokaler, regionaler und internationaler Ebene ausgetragen. Jedes Jahr gibt es einen Themenschwerpunkt mit aktuellem Bezug, wie beispielsweise Klimawandel, Lebensmitteltechnik oder Biomedizintechnik.
Die World Robot Olympiad ist ein internationales Bildungsprogramm für Kinder und Jugendliche im Alter zwischen 6 und 19 Jahren und hat das Ziel, die Teilnehmer für einen Ingenieurs- oder IT-Beruf zu motivieren. Im Wettbewerb müssen komplexe Aufgaben in Zweier- oder Dreierteams gemeinsam mit einem Coach, unter Zuhilfenahme von LEGO MINDSTORMS Roboter gelöst werden. Die Wettbewerbskategorien sind Regular, Open und Football. 